# Мамедова, Рамина Илтифат кызы
Рамина Илтифат кызы Мамедова (род. 30 ноября 2000 года, Даугавпилс, Латвия) — латвийская спортсменка, борец вольного стиля азербайджанского происхождения. Многократная чемпионка Латвии по вольной борьбе.

## Биография
Рамина родилась в азербайджанской семье в латвийском городе Даугавпилс. Начала заниматься вольной борьбой с 8 лет под руководством ее первым и нынешним тренером Любовь Марковной Копыловой.

## Спортивная карьера
Мамедова участница кадетского первенства Европы 2016 и 2017 годов. В марте 2019 года Мамедова заняла третье место на международном турнире V.Freidenfelds Cup в Риге (Латвия), а в июне 2019 года стала бронзовой медалисткой первенства Европы среди юниоров в весе до 62 кг в Испании. В 2020 году выступила на взрослом чемпионате Европы в Риме (Италия). В 2021 году выступила на чемпионат мира среди борцов до 23 лет в Белграде (Сербия), где заняла пятое место. В сентябре 2023 года в пятый раз стала чемпионкой Латвии. 

## Спортивные достижения
- 2019, 2020, 2021, 2022, 2023 Чемпионат Латвии — ;
- 2019 Первенство Европы среди юниоров — ;
- 2019 V.Freidenfelds Cup — ;

## Личная информация
Рамина является студенткой Даугавпилсского университета. Она увлекается рукоделием и делает восковые свечи.